# Ан Се Бок
Ан Се Бок (кор. 안세복; нар. 29 жовтня 1946) — північнокорейський футболіст, що грав на позиції півзахисника за клуб «Амноккан», а також національну збірну КНДР.

## Клубна кар'єра
На клубному рівні грав за «Амноккан».

## Виступи за збірну
Викликався до національної збірної КНДР.
Був у заявці національної команди на чемпіонат світу 1966 року в Англії, де вона вибула з боротьби лише на стадії чвертьфіналів. Утім залишався гравцем резерву і в іграх світової першості на поле не виходив.